# Астрономическая обсерватория Петербургской академии наук
Астрономическая обсерватория Петербургской академии наук — одна из первых российских астрономических обсерваторий, основанная в 1725 году на верхних этажах Кунсткамеры. Официально открытие обсерватории было сделано в 1735 году, и тогда она была названа «Астрономическая обсерватория и Географический департамент при Петербургской Академии наук».

## Руководители обсерватории[2]
- с 1726 по 1747 — Делиль, Жозеф Никола
- с 1747 по 1751 — Винсгейм, Христиан Никола фон
- c 1751 по 1760 — Гришов, Августин Нафанаил
- с 1763 по 1803 — Румовский, Степан Яковлевич
- в 1767 году АН заключила контракт с Логином Крафтом, ставшим «обсерватором при обсерватории».
- с 1804 по 1825 — Шуберт, Фёдор Иванович

## История обсерватории
Обсерватория была основана в 1725 году. Делиль приехал в Петербург в начале 1726 года, но на тот момент Кунсткамера только строилась, так что временная обсерватория была организована в доме генерал-лейтенанта М. А. Матюшкина, где временно проживала семья Делилей. Осенью 1726 года Жозеф Николя переселился в квартиру в Кунсткамере. На тот момент обсерватории не было, были только этажи ниже лежавшие. Делиль лично нарисовал примерный план строительства будущей обсерватории: 3-й, 4-й и 5-й этажи. Обсерватория занимала три этажа башни Петербургской Академии Наук на Васильевском острове — сейчас Кунсткамера. Обсерватория была инициирована Петром I, но при его жизни она не успела заработать, а Екатерина I была равнодушна к точным наукам. Постройка обсерватории в Кунсткамере была завершена в 1735 году. В 1747 году обсерватория со всеми инструментами сгорела. Глобус тоже сильно пострадал. А. Н. Гришов — второй директор академической обсерватории, в связи с затягивающимися восстановительными работами предложил проводить астрономические наблюдения на дому. Так его домашняя обсерватория появилась в доме Головкина на Васильевском острове, а на территории усадьбы на Мойке академик М. В. Ломоносов на свои средства построил небольшую обсерваторию, также профессор физики И. А. Браун в собственном доме следил за появлением пятен на Солнце. Постоянные наблюдения в Кунсткамере так и не были возобновлены, поскольку вся профессура наблюдала в домашних обсерваториях. В первой половине XIX века профессора Санкт-Петербургского университета В. К. Вишневский и А. Н. Савич проводили обучение студентов на базе обсерватории в Кунсткамере.

## Инструменты обсерватории[3]
- Готторпский глобус — гигантский глобус, изготовленный в Голштейн-Готторпском герцогстве (на внутренней части звёздное небо — планетарий, а снаружи Земной глобус) — диаметр 3,3 метра
- Ньютоновская труба, длиной 7 футов (1735 г.)
- Зрительная труба Доллонда с фокусным расстоянием в 10 футов (1767 г.)
- В экспозиции Кунсткамеры (на 4 этаже) представлена Большая раздвижная зрительная труба с помощью которой Ломоносов наблюдал прохождение Венеры по диску Солнца в 1761 году.
- квадрант радиусом в 18 дюймов, работы Ша-пото-младшего, с трубой
- астрономические часы с секундами работы Этиенна
- зрительная труба с фокусным расстоянием 4,87 метра
- зрительная труба с фокусным расстоянием 6,66 метра

## Направления исследований
- Определение географических координат (картография)
- Составление карт Европейской части России и Сибири
- Служба времени

## Основные достижения
- В данной обсерватории зародились российские астрономия, метеорология, география, геодезия, топография, служба времени
- Открытие атмосферы Венеры в ходе наблюдения прохождения по диску Солнца в 1761 году
- Разработка телескопа-рефлектора системы Ломоносова-Гершеля (1762 г.)
- Экспедиции по определению координат городов: Якутск, Орск, Оренбург, Поной, Умба, Гурьев — всего 62 пункта на территории Российской империи, для которых были определены координаты с точностью 8 угловых минут. Это являлось превосходным результатом для того времени (конец XVIII века).
- Через Кунсткамеру проходит первый Петербургский меридиан, ставший основой картографирования страны и планировки города.

## Известные сотрудники
- М.В. Ломоносов
- Л. Эйлер
- Г. В. Крафт
- Х. Н. Винсгейм
- Ф. Х. Майер
- Г. Гейнсиус

## Адрес обсерватории
- Россия, 199034, город Санкт-Петербург, Университетская набережная, дом 3

## Интересные факты
- Петербургская обсерватория является первой обсерваторией РАН
- До Петербургской обсерватории в России были обсерватории в: Холмогорах (с 1690 года) и в Москве (с 1701 года) в Сухаревской башне. А первую частную обсерваторию в России создал Яков Брюс (1670—1735) в 1726 году.
- Первый директор обсерватории Жозеф Делиль предложил традицию: давать полуденный выстрел пушки от Адмиралтейства по сигналу из находившейся напротив, через Неву, академической обсерватории. Тем не менее реализована она была только в 1865 году, когда из Пулковской обсерватории в Петербург была проложена телеграфная линия. В 1872 году пушка, возвещавшая петербуржцам о полудне, была перенесена в Петропавловскую крепость на Нарышкин бастион.

## Галерея

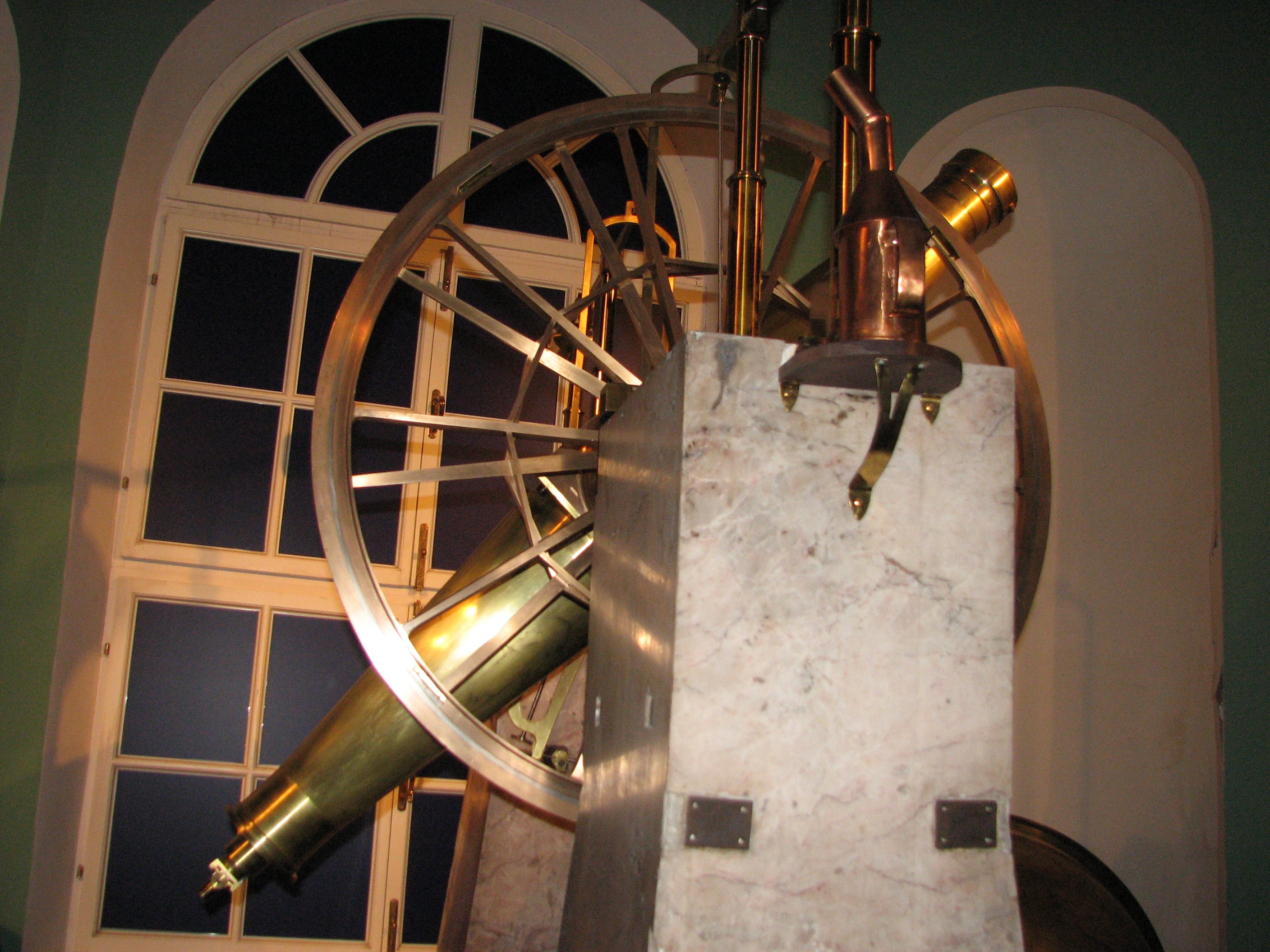
Санкт-Петербург. Кунсткамера. Меридианный круг (телескоп для точного определения координат небесных светил). Т. Л. Эртель, Германия, 1828 г.
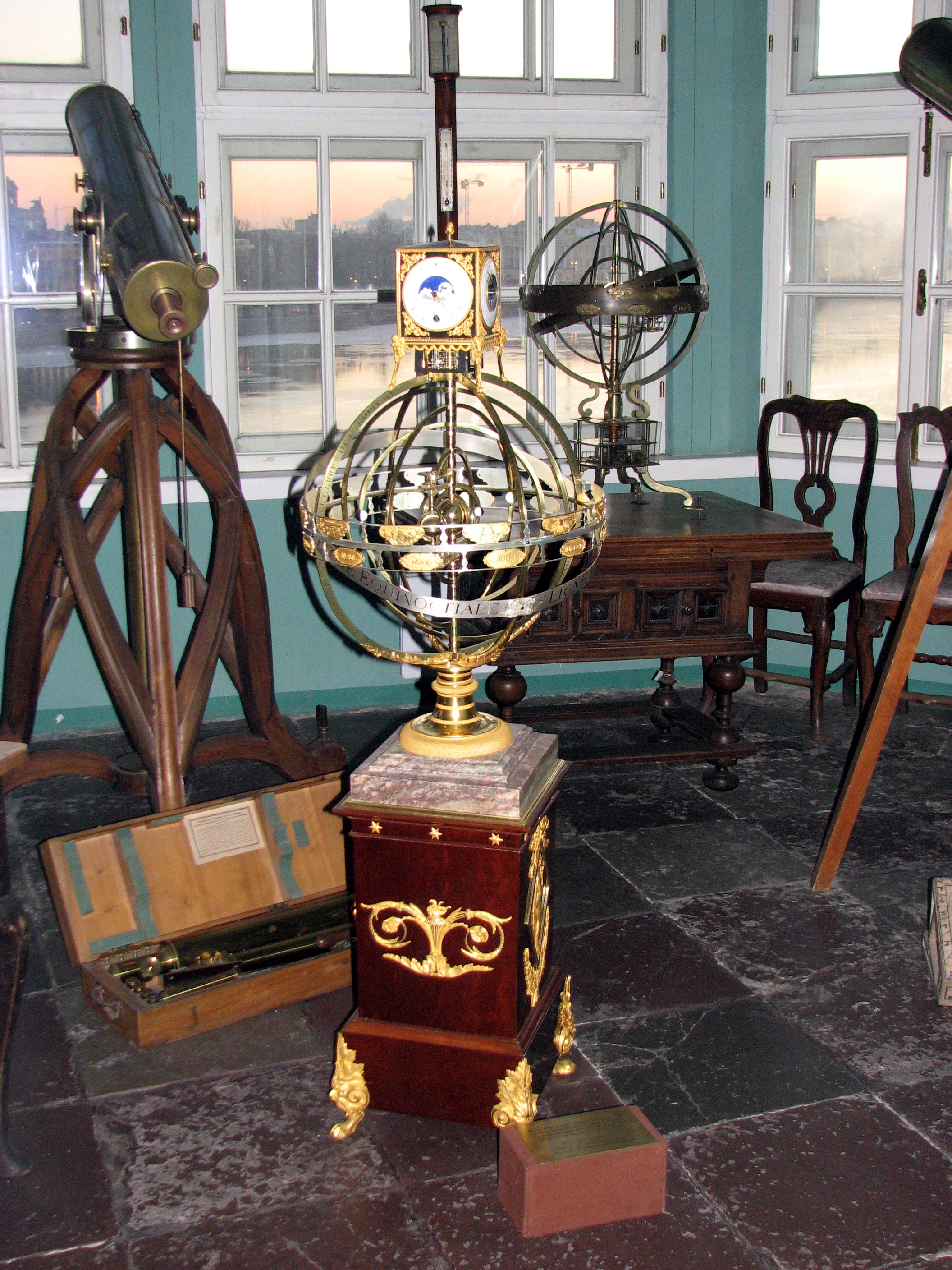
Санкт-Петербург. Кунсткамера. Экспозиция «Первая астрономическая обсерватория Академии наук». В центре: армиллярная сфера. Франция, конец XVIII в.